# Ida Lupinová
Ida Lupinová, nepřechýleně Ida Lupino (4. února 1918, Londýn – 3. srpna 1995, Los Angeles) byla britská herečka, režisérka, spisovatelka a producentka. Během své 48leté kariéry se objevila v 59 filmech a sedm filmů také režírovala. Působila převážně ve Spojených státech.

## Život

### Dětství a začátek kariéry
Narodila se 4. února 1918 v Londýně do známé herecké rodiny Lupinů jejíž kořeny sahají až do 18. století. Její matkou byla herečka Connie O'Sheaová (profesně známá jako Connie Emeraldová) a jejím otcem komik Stanley Lupino. Její otec ji již od útlého věku seznamoval s hereckým řemeslem a v sedmi letech pro ni a její mladší sestru Ritu (*1921) dokonce postavil na zahradě provizorní divadlo. Jejich otec je však rovnou začal učit role dospělých a Ida si tak brzy pamatovala každou ženskou roli ve všech Shakespearových hrách. Později ji její slavný strýc Lupino Lane pomohl i k přechodu k filmovému herectví, přičemž jí zajistil práci u společnosti British International Studios (nyní Associated British Picture Corporation).
Původně chtěla být spisovatelkou, ale jelikož nechtěla zklamat svého otce, musela dostát rodinné tradici a zapsala se na Královskou akademii dramatických umění. Svou hereckou kariéru zahájila v roce 1931 ve věku 13 let nepřipsanou rolí ve filmu The Love Race, který režíroval právě její strýc Lupino Lane. Idu však herectví zpočátku příliš nebavilo na čemž měly značný podíl její první záporné vedlejší role. O dva roky později se objevila rovnou v pěti filmech a ve většině z nich již ztvárnila hlavní role. Téhož roku ji také oslovili hledači talentů od studia Paramount Pictures, kteří sháněli herečku do role v rodinném fantasy snímku Alice in Wonderland (1933, ~Alenka v říši divů). Na konkurzu ji však předčila Charlotte Henryová, ale Idě se alespoň podařilo se studiem vyjednat pětiletou smlouvu.

### Kariéra

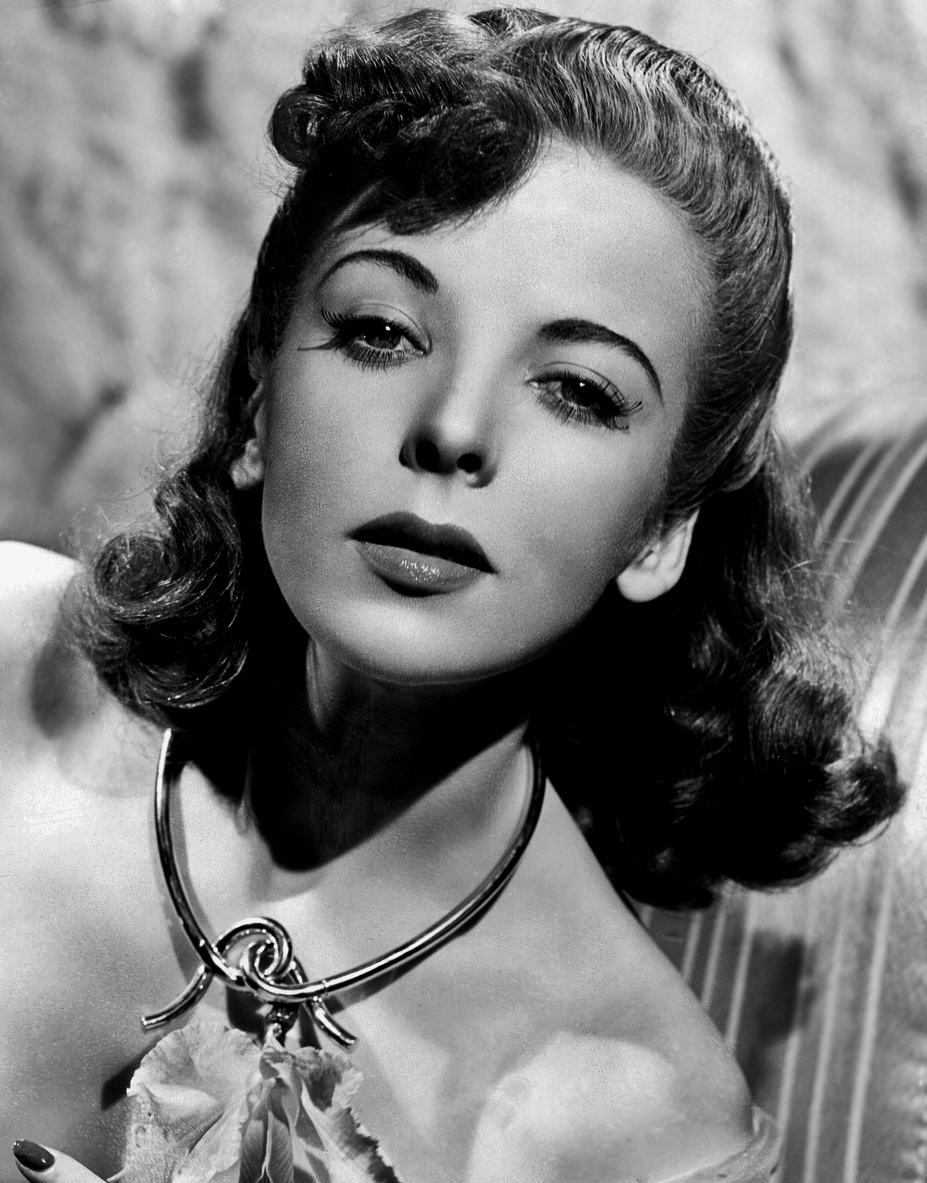
Reklamní fotografie Idy Lupinové (30. léta)

Do první poloviny třicátých let si Ida zahrála ve více než dvaceti filmech (vč. romantických filmů jako Peter Ibbetson (1935) s Gary Cooperem nebo Yours for the Asking (1936) s Georgem Raftem) a v rámci dohody s konkurenčním studiem Columbia Pictures spolupracovala i na dvou dalších filmech. Na svůj herecký talent však upozornila až ve snímku The Light That Failed (1939), kde po boku Ronalda Colmana ztvárnila další zápornou roli záškodnice. Počátkem 40. let se jí začalo konečně dostávat i větších a kladných rolí a často také přebírala odmítnuté role po Bette Davisové, která se tehdy řadila k nejužší hollywoodské elitě. Ve snímku The Light That Failed ji spatřil také producent Mark Hellinger od studia Warner Bros. a její výkony ho velmi zaujaly. Hned poté jí proto nabídl roli femme fatale ve film-noiru Jezdci noci (1940) režírovaném Raoulem Walshem. Idiny herecké výkony byly kritiky poměrně chváleny, ale spousta z nich konstatovala, že film ostatním hercům spíše „ukradla“. Mezi ostatními herci se však nacházelo několik poměrně významných jmen jako George Raft, Ann Sheridanová nebo Humphrey Bogart. S Bogartem i režisérem Walshem začala následně spolupracovat i na svém dalším filmu; akčním film-noiru Vysoko v horách (1941). Její série úspěšných filmů doprovázena pozitivními kritickými reakcemi pokračovala téměř po celou první polovinu 40. let a v roce 1943 získala za drama The Hard Way také své první ocenění. Organizace filmových kritiků (New York Film Critics Circle) ji ocenila Cenou Kruhu newyorských filmových kritiků pro nejlepší herečku.
V roce 1945 si dále zahrála v komedii Pillow to Post, což byla její jediná hlavní komediální role a o dva roky později po dramatu Deep Valley studio Warner Bros. opustila, jelikož jí vedení neprodloužilo smlouvu. K obnovení smlouvy nedošlo také z důvodu nepříliš dobrých vztahů se šéfem studia Jackem Warnerem, kterému Ida několikrát odmítla podle ní špatně napsané nebo nedůstojné role. Studio však žádné scénáře nehodlalo měnit.
Její film-noirová dráha nadále pokračovala u studia 20th Century Fox, u kterého se v roce 1948, uvedla jako barová zpěvačka ve filmu Klub u cesty, režírovaném Jeanem Negulescem. O tři roky později se také poprvé seznámila s prací režiséra, kdy při natáčení dalšího film-noiru Na nebezpečném území (1951) dočasně zastoupila nemocného Nicholase Raye. Krátká zkušenost a pohled na natáčení z jiné perspektivy na ni udělaly dojem a postupně se začala o režii více zajímat. Spolu se svým manželem – producentem a scenáristou Collierem Youngem dokonce založila nezávislou filmovou společnost The Filmakers Inc. a zaměřila se na nízkorozpočtové filmy a filmy se společensky problematickými a kontroverzními tématy. Pod společností nakonec vzniklo 12 celovečerních filmů, z nichž Ida šest režírovala, na pěti z nich se podílela na scénáři, dva produkovala a ve třech se objevila i jako herečka. Mezi tyto nejvýznamnější snímky patřily například film-noiry Outrage (1950), Stopař (1953) a Bigamista (1953) nebo sportovní drama Americké děvče (1951). Většina z nich u veřejnosti příliš neuspěla, ale hlavně Bigamista sklidil od kritiků nadšené recenze.

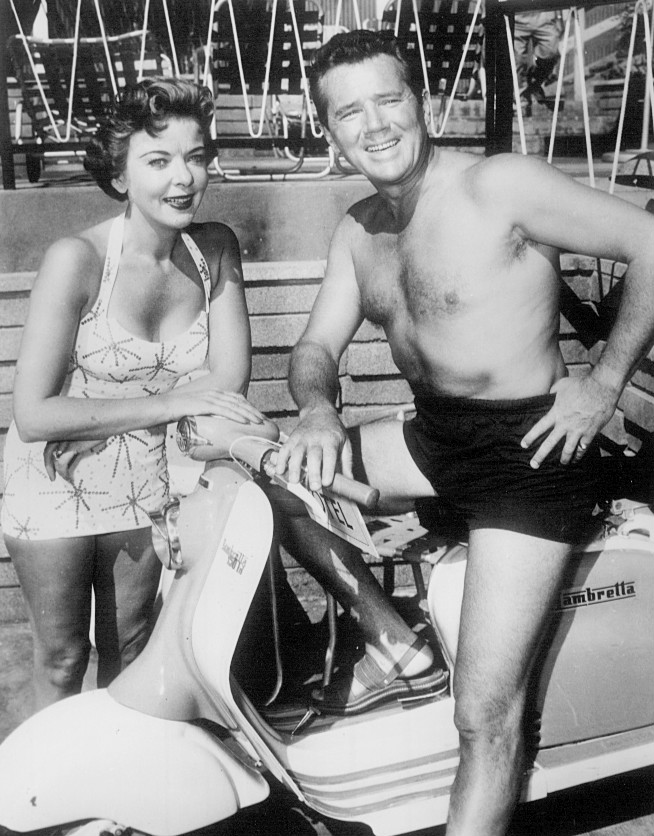
Ida Lupinová se svým třetím manželem Howardem Duffem.

Jako žena režisérka se však často potýkala s předsudky, ale i díky kontroverzním tématům, kterým se věnovala ve svých filmech si vysloužila také úctu a respekt. Nejprve jí však její filmy zajistily publicitu a hned po jejím prvním snímku Žádný strach (1949), kde se věnovala závažnosti dětské obrny, se na ni zaměřil filmový magnát a miliardář Howard Hughes, který jí nabídl finanční podporu, pod podmínkou distribuce jejích dalších tří filmů u jeho vlastního studia RKO Pictures. Společnosti Filmakers však ponechal nad produkcí úplnou kontrolu. Mezi tyto filmy patřil také film-noir Stopař (1953), který se stal prvním film-noirem, který režírovala žena. Mezi její další prvenství patří například také první použití „product placementu“, jelikož do svých filmů často úmyslně umisťovala nejrůznější značky jako Coca-cola, Cadillac (značka automobilů) nebo United Airlines (letecká společnost) a celkově přemýšlela dlouhodobě dopředu jak získat nejvíce prostředků na produkci a zároveň jak nejvíce ušetřit.
Společnost Filmakers ukončila činnost v roce 1955 a Ida se hned poté zaměřila na televizi. V příštích 12 letech režírovala více než 30 epizod několika televizních seriálů a v roce 1965 zrežírovala i svůj poslední celovečerní film; komedii The Trouble with Angels.

### Osobní život
Ida Lupinová získala americké občanství v roce 1948, byla přesvědčenou demokratkou a katoličkou.
Vdala se celkem třikrát a všechna manželství skončila rozvodem: 
1. Louis Hayward (1938–1945), herec
2. Collier Young (1948–1951), producent a scenárista
3. Howard Duff (1951–1983), herec

Se svým posledním manželem se jí narodila dcera Bridget.
Ida Lupinová zemřela na mrtvici 3. srpna 1995 v Los Angeles, během probíhající léčby rakoviny tlustého střeva.

## Filmografie

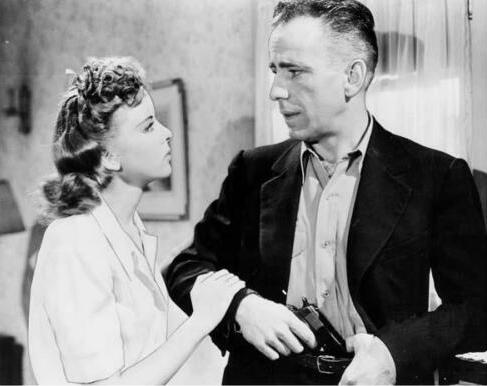
S Humphrey Bogartem ve film-noiru Vysoko v horách (1941)

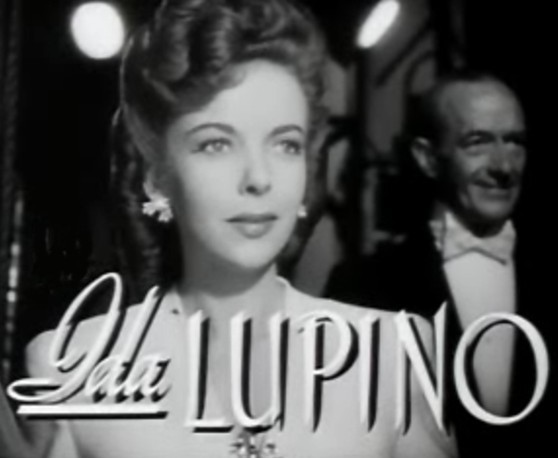
V dramatu The Hard Way (1943)

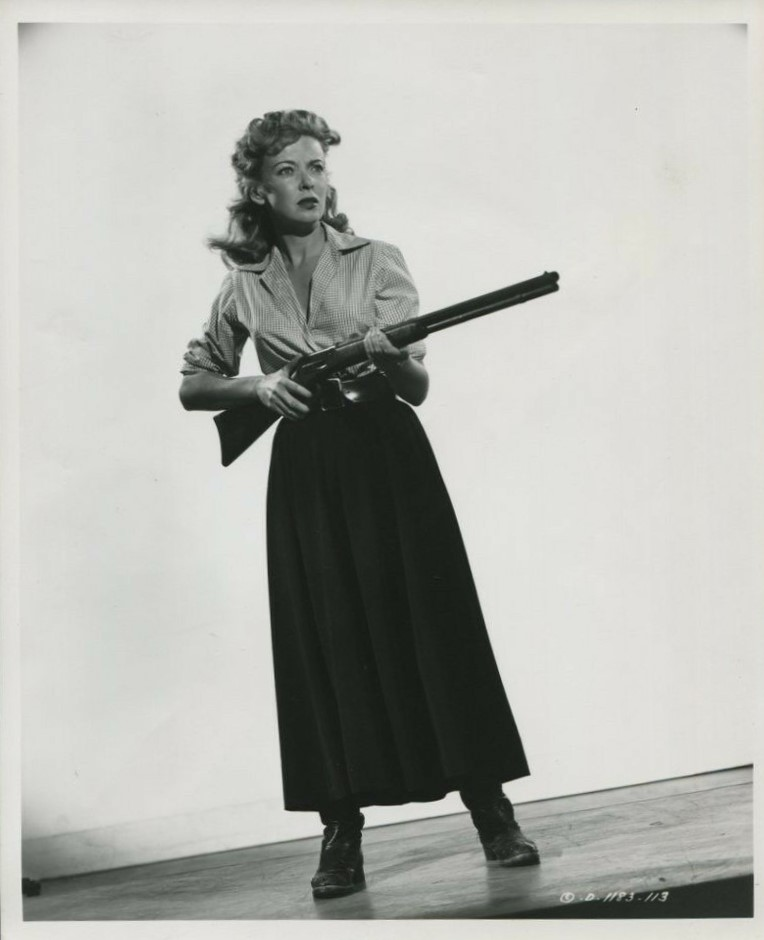
Ve westernu Lust for Gold (1949)

### Herečka (výběr)
- 1933 Her First Affaire (drama, režie Allan Dwan)
- 1934 Search for Beauty (krimi drama, reřie Erle C. Kenton)
- 1934 Come On, Marines! (drama, režie Henry Hathaway)
- 1934 Ready for Love (romantický film, režie Marion Gering)
- 1935 Smart Girl (drama, režie Aubrey Scotto)
- 1935 Peter Ibbetson (romantický film, režie Henry Hathaway)
- 1936 One Rainy Afternoon (komedie, režie Rowland V. Lee)
- 1936 Yours for the Asking (romantická komedie, režie Alexander Hall)
- 1939 The Lone Wolf Spy Hunt (mysteriózní komedie, režie Peter Godfrey)
- 1940 Jezdci noci (film-noir, režie Raoul Walsh)
- 1941 Vysoko v horách (film-noir, režie Raoul Walsh)
- 1941 The Sea Wolf (dobrodružné drama, režie Michael Curtiz)
- 1941 Ladies in Retirement (drama, režie Charles Vidor)
- 1943 The Hard Way (drama, režie Vincent Sherman)
- 1943 Thank Your Lucky Stars (muzikál, režie David Butler)
- 1946 Devotion (drama, režie Curtis Bernhardt)
- 1947 The Man I Love (film-noir, režie Raoul Walsh)
- 1948 Klub u cesty (film-noir, režie Jean Negulesco)
- 1949 Lust for Gold (western, režie S. Sylvan Simon)
- 1950 Woman in Hiding (film-noir, režie Michael Gordon)
- 1955 Velký nůž (film-noir, režie Robert Aldrich)
- 1972 Junior Bonner (drama, Sam Peckinpah)

### Režisérka
- 1949 Nechtěná (drama)
- 1949 Žádný strach (drama)
- 1950 Outrage (krimi drama)
- 1951 Americké děvče (sportovní drama)
- 1953 Stopař (film-noir)
- 1953 Bigamista (film-noir)
- 1966 The Trouble with Angels (komedie)

### Scenáristka a producentka
- 1949 Nechtěná (drama)
- 1949 Žádný strach (drama)